# Symphonie no 1 de Vaughan Williams
Pour les articles homonymes, voir Symphonie no 1.
Ne doit pas être confondu avec Symphonie no 7 de Hanson.
A sea symphony
La Symphonie no 1 (A sea symphony) est une symphonie chorale composée par Ralph Vaughan Williams entre 1903 et 1909. Elle est créée au festival de Leeds le 12 octobre 1910. Le compositeur a alors à peine trente ans lors de sa composition et cette relative jeunesse contraste avec le côté imposant de l'œuvre. Elle est composée pour soprano, baryton, chœurs et orchestre enrichi d'un orgue. Les textes sont de Walt Whitman, poète américain peu connu à cette époque : « Leaves of grass » pour les trois premiers mouvements et « Passage to India » pour le dernier.
Cette œuvre est typique de la volonté de rupture avec la symphonie classique allemande, par son inspiration (chansons populaires anglaises) et par ses textes.
Elle comprend quatre mouvements :
- Song for all seas, all ships (Baryton, Soprano et Chœur) (environ 20 minutes)
- On the beach at Night, alone (Baryton et Chœur) (environ 11 minutes)
- Scherzo : the Waves (Chœur) (environ 8 minutes)
- The explorers : Grave e molto Adagio (Baryton, Soprano et Chœur) (environ 30 minutes).

Voici les quatre mouvements décomposés :
1. A Sea Symphony - I. A Song for All Seas, All Ships - Behold, the sea itself (Chœur)
2. A Sea Symphony - I. A Song for All Seas, All Ships - Today a brief recitative (Baryton & Chœur)
3. A Sea Symphony - I. A Song for All Seas, All Ships - Flaunt out, O sea, your separate flags. (Soprano & Chœur)
4. A Sea Symphony - I. A Song for All Seas, All Ships - Token of all brave captains (Chœur)
5. A Sea Symphony - I. A Song for All Seas, All Ships - A pennant universal (Baryton, Soprano & Chœur)
6. A Sea Symphony - II. On the Beach at Night, Alone (largo sostenuto)
7. A Sea Symphony - II. On the Beach at Night, Alone (Baryton & semi-Chœur)
8. A Sea Symphony - III. Scherzo The Waves (Allegro brillante)
9. A Sea Symphony - IV. The Explorers - O vast Rondure, swimming in space (Chœur)
10. A Sea Symphony - IV. The Explorers - Down from the gardens of Asia descending (Chœur)
11. A Sea Symphony - IV. The Explorers - O we can wait no longer (Baryton & Soprano)
12. A Sea Symphony - IV. The Explorers - O thou transcendent (Soprano, Baryton & Chœur)
13. A Sea Symphony - IV. The Explorers - Greater than stars or suns (Chœur, Soprano & Baryton)
14. A Sea Symphony - IV. The Explorers - Sail forth (Chœur, Soprano & Baryton)
15. A Sea Symphony - IV. The Explorers - O my brave Soul! (Soprano, Baryton & Chœur)

## Note
La symphonie no 7 de Howard Hanson porte le même titre et est elle aussi une symphonie chorale.